# Don Pedro

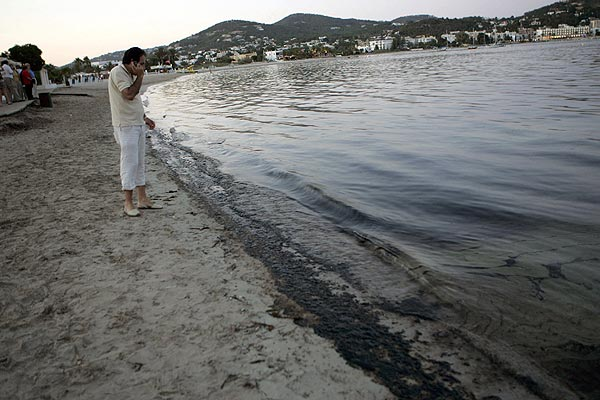
La platja de Talamanca fou una de les afectades pels vessaments del buc.

El Don Pedro fou un vaixell mercant, de 110 metres d'eslora, de la naviliera balear Iscomar, que es va enfonsar l'11 de juliol de 2007 prop del port d'Eivissa (Espanya) després de xocar contra l'illot Es Daus. L'accident es produí cap a les cinc de la matinada, quan el vaixell es dirigia cap a València amb vint tripulants a bord que foren rescatats per Salvament Marítim. Els ocupants no sofriren ferides de consideració, encara que vuit d'ells hagueren de ser atesos pels serveis d'emergències.
El vaixell, que, per a proveïment propi estava carregat amb 150 tones de fuel i 50 de gasoli, va abocar part del combustible al mar, a través de les esquerdes que es van formar arran de seu enfonsament i va crear una taca d'uns 4 quilòmetres que va afectar les platges de Talamanca, Figueretes (les dues úniques platges de la ciutat d'Eivissa), i va posar en perill el Parc natural de ses Salines.
Especialistes se submergiren l'endemà de l'enfonsament per inspeccionar el vaixell, aconseguint segellar tres respiradors però van detectar una canonada trencada que vessava fuel. Aquell mateix dia, la ministra de Foment, Magdalena Álvarez, el president de les Illes Balears, Francesc Antich, i el delegat del Govern Espanyol a les Illes Balears, Ramon Socias, es desplaçaren a l'illa per a coordinar els treballs de retenció de la taca de combustible.
El 25 de setembre de 2007, la ministra de Medi Ambient, Cristina Narbona, en compareixença al Congrés dels Diputats, afirmà que les tasques de descontaminació del vaixell finalitzarien a finals d'octubre d'aquell any i que un cop acabades aquestes començaria un estudi per avaluar les possibles repercussions per al fons marí que hagin pogut tenir el combustible així com la resta de contaminants que transportava el vaixell.
L'11 de juliol del 2008, un any després de l'accident, s'havia retirat el 92,5% de la contaminació derivada del seu enfonsament. El reflotament o no del vaixell dependrà d'una sèrie d'informes els resultats dels quals es coneixeran en setembre.